# Arctornis listrophora
Arctornis listrophora är en fjärilsart som beskrevs av Collenette 1951. Arctornis listrophora ingår i släktet Arctornis och familjen tofsspinnare. Inga underarter finns listade i Catalogue of Life.